# Leo Vlaeymans
Leo Alfons Willy Vlaeymans (Mortsel, 2 april 1954) is een Belgisch notaris en voormalig christendemocratisch politicus voor de CVP / CD&V.

## Levensloop
Vlaeymans stamt uit een familie van glastuinbouwers te Borsbeek. Die familie vormde een dubbelgezin: 2 broers trouwden met 2 zusters, en vormden levenslang één huishouden. Van de 10 gezamenlijke kinderen was hij de jongste en enige die geen tuinbouwer werd. Na zijn humaniora aan het Borgerhoutse Xaveriuscollege behaalde hij de licenties rechten (UFSIA-UIA, 1977) en notariaat (KU Leuven, 1978). vervolgens werkte hij 15 jaar op het notariaat van prof. Luc Weyts te Mechelen. Ook behaalde hij nog een kandidatuur handelswetenschappen (Handelshogeschool Antwerpen) en de licentie handels- en financiële wetenschappen (EHSAL).
Bij de lokale verkiezingen van 1982 werd hij verkozen op de CVP-kieslijst te Borsbeek en er vervolgens aangesteld als schepen van jeugd, cultuur, ombuds en informatie. In 1989 werd hij - in opvolging van Modest Vereycken - burgemeester van deze gemeente, een mandaat dat hij uitoefende tot 31 december 2012. Hij werd in deze hoedanigheid opgevolgd door Dis Van Berckelaer. In januari 2016 kondigde Vlaeymans zijn ontslag uit de gemeenteraad aan.
Bij Koninklijk Besluit van 13 april 1997 werd hij benoemd tot notaris met standplaats te Sint-Katelijne-Waver.